# Commando à Prague
Pour les articles homonymes, voir Commando.
Commando à Prague (tchèque : Atentát) est un film tchécoslovaque réalisé par Jiří Sequens et sorti en 1965.

## Synopsis
Ce film relate l'Opération Anthropoid, qui était le nom de code de l'opération montée aux fins d'assassiner le dirigeant nazi Reinhard Heydrich, le 27 mai 1942, lequel décédera quelques jours plus tard des suites de ses blessures. Planifiée par le Special Operations Executive, la branche du Secret Intelligence Service britannique qui soutenait la Résistance lors de la Seconde Guerre mondiale, cette opération est exécutée par des soldats tchécoslovaques entraînés à Londres et parachutés sur le territoire du protectorat de Bohême-Moravie.
Le film relate notamment la rivalité entre Canaris et Heydrich, la préparation des agents tchèques en Angleterre, la prise de contact avec les résistants, l'attentat, la répression et enfin la mort des agents dans l'Église Saints-Cyrille-et-Méthode à Prague.

## Fiche technique
- Titre : Atentát
- Titre français : Commando à Prague
- Réalisation : Jiří Sequens
- Scénario : Jiří Sequens, Kamil Pixa
- Musique : Miloš Vacek (cs)
- Directeur de la photographie : Rudolf Milic
- Production : Ladislav Fikar (de), Bohumil Šmída (cs)
- Format : Noir et blanc - 2,35:1 - Mono
- Date de sortie : Tchécoslovaquie : 20 août 1965
- Diffusions télé : Dossiers de l'écran, 1970[1]

## Distribution
- Radoslav Brzobohatý (en) : Adolf Opálka
- Luděk Munzar (en) : Alfréd Bartoš (cs)
- Ladislav Mrkvička (cs) : Jozef Gabčík
- Rudolf Jelínek (de) : Jan Kubiš
- Jiří Kodet (en) : Josef Valčík
- Josef Vinklář (de) : Karel Čurda
- Karel Černoch (de)
- Eduard Dubský (cs)
- Jaroslav Dufek (cs)
- Gustav Heverle (cs)
- Vladimír Hlavatý (cs)
- Jiří Holý (en)
- Siegfried Loyda (de) : Reinhard Heydrich
- Harry Studt : Wilhelm Canaris
- Vlasta Matulová
- Petr Oliva (cs)
- Jiří Vršťala
- Richard Záhorský : Karl Hermann Frank

## Autres films inspirés par l'Opération Anthropoid
- Les bourreaux meurent aussi de Fritz Lang, 1943
- Hitler's Madman de Douglas Sirk, 1943
- Sept hommes à l'aube (Operation Daybreak) de Lewis Gilbert, 1975
- Lidice de Petr Nikolaev, 2011
- Opération Anthropoïde : éliminer le SS Heydrich, un documentaire de Jarmila Buzkova, 2013